# Haliotis drogini
Haliotis drogini is een slakkensoort uit de familie van de Haliotidae. De wetenschappelijke naam van de soort is voor het eerst geldig gepubliceerd in 2012 door Owen & Reitz.